# 向·尊珠扎巴
向·尊珠扎巴（1122年—1193年）幼名“达玛扎”，藏族，拉萨蔡巴竹地方人，藏传佛教蔡巴噶举派创始高僧。

## 生平
1122年（藏历第二绕迥水虎年、宋宣和四年），向·尊珠扎巴生于拉萨蔡巴竹地方。父亲名俄强多杰山华，母亲名芒吉。7岁时，由其母及兄长教其学习藏文。此后直至24岁期间，拜达布拉吉、贡巴楚臣宁波、奥喀巴、帕竹·多吉杰波等多位上师，学习《般若经》、《毗奈耶》、《释量论》等。26岁时，在康区扎噶哇上师尊前受具足戒（有二百五十三条）出家为僧，改名“尊珠扎巴”；此外还师从噶洛译师等人学习密法。33岁时，从塔布拉杰之侄贡巴·次臣宁波学习佛法。此后，他多年居深山修行。1175年（藏历第三绕迥木羊年），他来到拉萨，获得蔡溪卡噶尔家族首领杰哇琼乃的支持，兴建了蔡巴寺，向·尊珠扎巴创建蔡巴寺的材料、资金，部分是他人自愿捐赠，部分是向他人索取，若索取时不给便去抢夺。因此，向·尊珠扎巴经常与他人械斗。他的此种行为被西藏佛教界视为“一心为佛教”。随后又在1187年兴建贡塘寺。1193年（藏历第三绕迥木虎年），向·尊珠扎巴圆寂，享年72年。

## 著作
向·尊珠扎巴有著作5函。